# 大原清秀
大原 清秀（おおはら きよひで、1943年3月14日 - 2015年8月4日）は、日本の脚本家。東京都出身、早稲田大学卒業。

## 略歴
東映の社員を経て脚本家デビュー。シュールかつ明快なシナリオを得意としており、日活、東映の成人映画、TBSの大映ドラマでその手腕を遺憾なく発揮した。1994年以降は、リタイアの状態であった。名作ドラマ「スクールウォーズ」屈指の傑作エピソードである第8話「愛すればこそ」を担当した。

## 主な作品

### 映画
- 女番長 （1973年）
- 実録ジプシー・ローズ （1974年）
- ウルトラマンタロウ 血を吸う花は少女の精（1974年）
- 修羅雪姫 怨み恋歌 （1974年）
- トルコ（秘）最前線 －密技96手－ （1975年）
- 脱走遊戯 （1976年） ※共作
- 狂った野獣 （1976年）※共作
- おさわりサロン おしぼりでお待ちします （1977年）
- 子育てごっこ （1979年） ※脚本協力
- 春桜 ジャパネスク （1983年）
- 生きてるうちが花なのよ 死んだらそれまでよ党宣言 （1985年）

### テレビドラマ
- 渥美清の泣いてたまるか 第30回「恋をつまびく」（1967年）
- 怪奇ロマン劇場 第21話「眼」（1969年）
- プレイガール （1969年）
- 江戸川乱歩シリーズ 明智小五郎 「白昼夢 殺人金魚」（1970年)
- 刑事くん 第1部 （1971年）
- 好き! すき!! 魔女先生（1971年）
- ウルトラマンタロウ （1973年） ※木戸愛楽・大原清名義でも執筆
- 刑事くん 第3部 （1973年）
- 刑事くん 第4部 （1974年）
- 影同心II （1975年）
- ぐるぐるメダマン （1976年）
- 大都会 PARTII（1977年）
- 特捜最前線 （1979年）
- 噂の刑事トミーとマツ （1979年）
- 土曜ワイド劇場 「吸血鬼ドラキュラ神戸に現わる」（1979年）
- ドラマ・人間 「横浜米軍機墜落事件」（1981年）
- ロボット8ちゃん 第1回「スーパーおじんのバラバラマン」（1981年）
- 血を吸った彼岸花が死霊を呼ぶ （1982年）
- 木曜ゴールデンドラマ 「死者と栄光への挽歌」（1982年）
- 不良少女とよばれて （1984年）
- スクール☆ウォーズ （1984年）
- 乳姉妹 （1985年）
- ポニーテールはふり向かない （1985年）
- 天使のアッパーカット （1986年）
- おんな風林火山 （1986年）
- おもいっきり探偵団 覇悪怒組 （1987年）
- アリエスの乙女たち （1987年）
- じゃあまん探偵団 魔隣組 （1988年）
- ザ・スクールコップ （1988年）
- 探偵団スペシャル 魔隣組対覇悪怒組 (ジゴマvs魔天郎)（1989年）
- 魔法少女ちゅうかなぱいぱい （1989年）
- 魔法少女ちゅうかないぱねま （1989年）
- スクールウォーズ2（1990年）
- ララバイ刑事'91 （1991年）
- 本当にあった怖い話 （1992年）
- 有言実行三姉妹シュシュトリアン （1993年）
- ララバイ刑事'93 （1993年）
- 土曜ワイド劇場 「眠りの森の美女殺人事件」（1993年）

### テレビアニメ
- 佐武と市捕物控 （1968年）
- ルパン三世 (TV第2シリーズ)[3] （1979年）
- 吾輩は猫である （1982年）
- どくとるマンボウ&怪盗ジバコ 宇宙より愛をこめて（1983年）
- 吾輩は犬である ドン松五郎の生活 （1983年）

### Vシネマ
- 妖怪奇伝　ゲゲゲの鬼太郎 魔笛エロイムエッサイム （1987年）